# Giovanni Malfatti

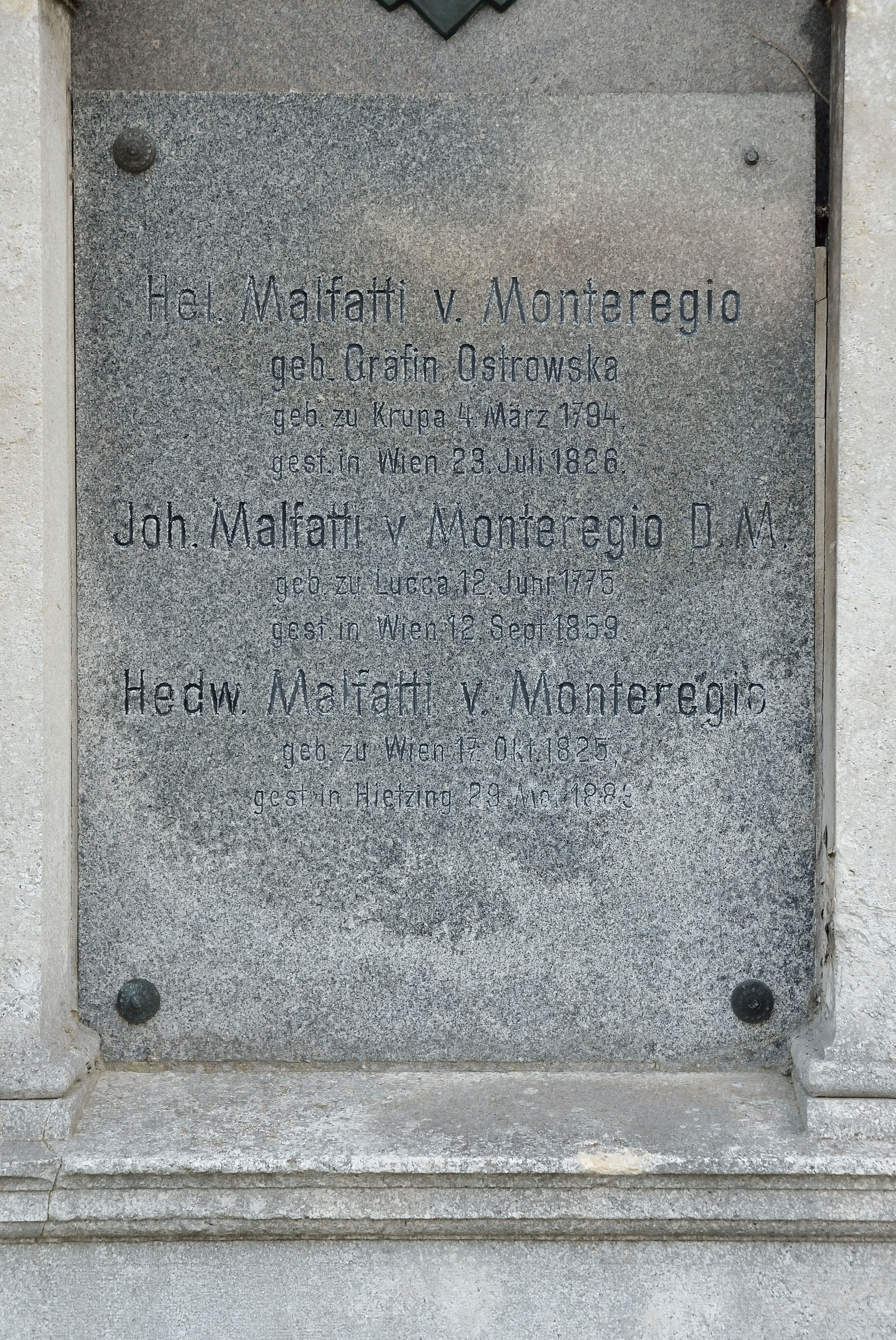
Lápida de la tumba de Giovanni Malfatti

Giovanni (Johann) Malfatti von Monte Reggio (1775-1859) fue un médico italiano que atendió a Beethoven hacia el final de su vida.
Nació en Lucca, Toscana. Hizo sus estudios de medicina en Bolonia, Pavia y terminó en Viena en 1795 con Johann Peter Frank. En Viena fue nombrado Asistente en Jefe del Hospital General hasta 1804. Luego se dedicó a dar consultas particulares. Fue muy reconocido en su tiempo, médico personal de la Archiduquesa Beatriz von Este y el Archiduque Kart, y de otros diplomáticos presentes en el Congreso de Viena entre 1814 y 1815.
Fue fundador y presidente y de la Sociedad Médica de Viena. Fue autor de trabajos médicos como por ejemplo “Entweft Ester Pathologenie”, libro de referencia. Fue ennoblecido en 1837.
Conoció a Ludwig van Beethoven en 1797, por su amigo el Baron Ignaz von Gleichenstein, y fue su médico desde 1809, en que murió el doctor Schmidt. Fue amigo del músico hasta que un malentendido terminó con su amistad en 1816. El Dr. Malfatti fue llamado nuevamente, cuando Beethoven estaba enfermo a principios de 1827, hasta su muerte. 
Beethoven le dedicó una pequeña cantata “Un lietto Brindisi" WoO 103, para su cumpleaños. Era tío de Therese Malfatti, la destinataria de Para Elisa.

## Fuente
- http://www.lvbeethoven.com/Bio/LvBeethoven-Salud-Doctores.html

- Datos: Q86460
- Multimedia: Johann Malfatti / Q86460